# デヴィッド・M・ケネディ

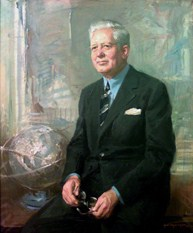
デヴィッド・M・ケネディ

デヴィッド・マシュー・ケネディ（David Matthew Kennedy, 1905年7月21日 - 1996年5月1日）は、アメリカ合衆国の政治家、実業家、経済学者および財務長官。

## プロフィール
ケネディはユタ州ランドルフで、牧場主でユタ州政府に勤めていた父ジョージと母キャサリンの間に生まれた。幼少時はケイスビルやオグデンで育ち、公立学校に通い、1928年にウィーバー州立大学を卒業して学士号を取得した。その後ジョージ・ワシントン大学から1935年に法学位、1937年に法学博士号を得た。1939年にはラトガース大学のStonier Graduate School of Banking を卒業している。また、1925年にはソルトレーク寺院でレノーラ・ビンガムと結婚し、その後まもなくイギリスのリヴァプールで末日聖徒イエス・キリスト教会の務めを果たした。
ケネディは1928年、連邦準備制度理事会理事会のためのスタッフ・メンバーというその最初の公職を得た。この間にケネディは財政的な経験を確立して、後で当時の連邦政府議長マリナー・エクルズの補佐人となる。そしてジョージ・ハンフリー財務長官の下で負債管理の特別助手を務め、さらに1930年から1945年まで連邦準備制度理事会の委員として議長補佐を務めた。
ケネディはその後、経歴の大半をコンチネンタル・イリノイ銀行での勤務で過ごした。契約部から始まり、最終的にはCEOに就任した。なお、同銀行はケネディの元でイタリアのマフィアのマネーロンダリングを行っていたミケーレ・シンドーナや、シンドーナと親しいカトリック大司教のポール・マルチンクスとの関係を持ったことが議論を呼んだ。
1962年10月、当時のジョン・F・ケネディ大統領（ケネディ大統領との血縁関係は全く無い。）は、ケネディをアメリカ合衆国衛星通信システム運用のための民間会社のメンバーに任命した。ケネディは1964年、重役に選任された。
1967年、当時のリンドン・B・ジョンソン大統領は、ケネディを予算案委員会の議長に任命した。ケネディは1969年、ニクソン大統領の下で第60代財務長官に就任する。ケネディは1971年まで同職を務めた後、72年4月から73年2月までアメリカのNATO大使も務めた。
1976年には米華ビジネス会議を設立し、1990年まで14年間議長職を務めた。
1985年にブリガムヤング大学では国際留学生のために「デービッド・ケネディ・センター」としてケネディの名誉ある名称が名づけられた。
ケネディは1996年、ユタ州ソルトレイクシティで心血管疾患のため死去した。

## 逸話
田中角栄は通産大臣時代に彼に対し、「これが決裂したらあなたの責任になる！」と恫喝してきたと言われている。